# Andrew Hedlund
Andrew „Andy“ Hedlund (* 16. Mai 1978 in Osseo, Minnesota) ist ein ehemaliger US-amerikanischer Eishockeyspieler, der im Verlauf seiner aktiven Karriere zwischen 1997 und 2014 unter anderem über 250 Spiele für die Krefeld Pinguine, DEG Metro Stars und Adler Mannheim in der Deutschen Eishockey Liga (DEL) auf der Position des Verteidigers bestritten hat. Darüber hinaus absolvierte Hedlund über 360 Partien in der American Hockey League (AHL) und war zwei Spielzeiten für den EHC Black Wings Linz in der Erste Bank Eishockey Liga (EBEL) aktiv.

## Karriere
Der Verteidiger stand nach seiner Zeit in der US-amerikanischen Juniorenliga United States Hockey League (USHL) im Kader der Minnesota State University, Mankato im Spielbetrieb der National Collegiate Athletic Association (NCAA), der amerikanischen Collegesport-Organisation. Für die Universität stand der Rechtsschütze während der ersten Saison seiner Studienzeit in insgesamt 36 Partien, in denen er sechs Scorerpunkte verbuchen konnte, auf dem Eis. Im folgenden Spieljahr 2000/01 konnte Hedlund seine Ausbeute auf zwölf Punkte aus 38 Spielen steigern. In seinem letzten Collegejahr steigerte sich der US-Amerikaner nochmals auf 15 Punkte in 37 Einsätzen.

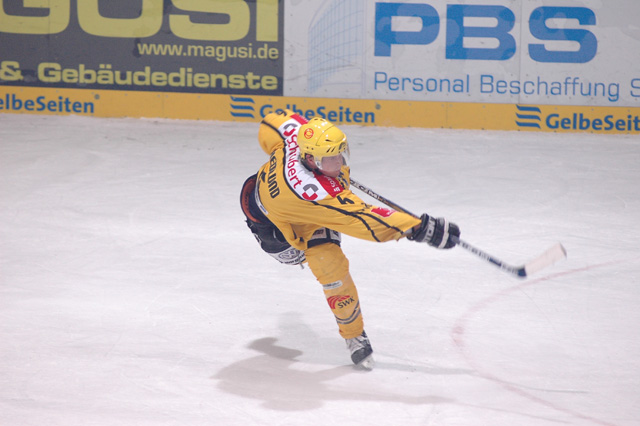
Hedlund im Trikot der Krefeld Pinguine (2006)

Im anschließenden NHL Entry Draft 2001 blieb der Abwehrspieler zwar ungedraftet, die Ottawa Senators aus der National Hockey League (NHL) nahmen ihn jedoch zur Saison 2001/02 dennoch unter Vertrag. Noch im laufenden Jahr konnte er in der Organisation des NHL-Teams erste Erfahrungen im Profibereich sammeln. Hedlund beendete die Saison beim ECHL-Farmteam der Senators, den Trenton Titans. Für diese spielte er zwei Partien in der regulären Saison sowie weitere sechs Playoffbegegnungen. Allerdings blieb der Verteidiger dabei noch ohne Punkt bei sechs Strafminuten. Die folgende Saison 2002/03 startete er erneut bei den Titans und brachte es in 13 Partien auf ein Tor und zwei Vorlagen. Im Jahr 2002 wurde Hedlund erstmals bei den Binghamton Senators in der American Hockey League (AHL) eingesetzt und spielte dort die restliche Saison. In 59 Spielen erzielte er ein Tor und sieben Vorlagen. In der folgenden Spielzeit gehörte der Abwehrspieler schließlich zum festen Stammkader in Binghamton und absolvierte insgesamt 80 Saison-Einsätze. Auch in der Saison 2004/05 spielte er erneut für Binghamton Senators, konnte jedoch nicht an die erfolgreiche vergangene Spielzeit anknüpfen.
Zur Saison 2005/06 unterschrieb der US-Amerikaner schließlich einen Vertrag bei den Krefeld Pinguinen aus der Deutschen Eishockey Liga (DEL). Zur Spielzeit 2006/07 wechselte Hedlund zunächst zum Ligakonkurrenten DEG Metro Stars, kehrte dann jedoch bereits im Juni zu den Ottawa Senators in die NHL zurück. Erneut konnte der Verteidiger sich dort allerdings nicht durchsetzen und wurde nur bei den Farmteams Hershey Bears sowie den Binghamton Senators in der AHL eingesetzt, sodass er zur Spielzeit 2007/08 einen neuen Zweijahresvertrag bei den DEG Metro Stars unterschrieb. In der Saison 2009/10 spielte Hedlund für den Ligakonkurrenten Adler Mannheim. Sein ursprünglich noch ein weiteres Jahr laufender Vertrag wurde allerdings nach der Saison aufgelöst. Im Juni 2010 wurde bekannt, dass Hedlund nach Düsseldorf zurückkehren wird. Er unterschrieb dort erneut einen Zweijahresvertrag.
Nach Ablauf seines Vertrages nahm er im Mai 2012 ein Angebot des damaligen amtierenden österreichischen Meisters EHC Black Wings Linz an und bestritt für die Black Wings insgesamt zwei Spielzeiten in der Erste Bank Eishockey Liga (EBEL). Nach dem Ende der Saison 2013/14 beendete der 36-Jährige seine Karriere.

## Erfolge und Auszeichnungen
- 2006 Teilnahme am DEL All-Star Game
- 2008 Teilnahme am DEL All-Star Game
- 2009 Teilnahme am DEL All-Star Game

## Karrierestatistik
(Legende zur Spielerstatistik: Sp oder GP = absolvierte Spiele; T oder G = erzielte Tore; V oder A = erzielte Assists; Pkt oder Pts = erzielte Scorerpunkte; SM oder PIM = erhaltene Strafminuten; +/− = Plus/Minus-Bilanz; PP = erzielte Überzahltore; SH = erzielte Unterzahltore; GW = erzielte Siegtore; 1 Play-downs/Relegation; Kursiv: Statistik nicht vollständig)